# Petunia saxicola
Petunia saxicola ist eine Pflanzenart aus der Gattung Petunien (Petunia) in der Familie der Nachtschattengewächse (Solanaceae).

## Beschreibung
Petunia saxicola ist eine krautige Pflanze mit aufrechten bis niederliegenden Stängeln und aufrechten Verzweigungen. Die Pflanze ist nur spärlich fein behaart. Die Laubblätter besitzen 1 cm lange Blattstiele, die Blattspreiten sind elliptisch, an der Basis leicht zugespitzt und nach vorne fast spitz. Sie werden bis zu 35 mm lang und 16 mm breit, sind nahezu häutig und fast unbehaart.
Die Blüten stehen an biegsamen, 5 cm langen Blütenstielen, die sich nach der Blüte nicht zurückbiegen. Der Kelch ist 15 cm lang, bis fast zur Basis in linealische, leicht auseinanderstehende Zipfel mit gerundeten Spitzen geteilt. Die Krone ist rot gefärbt, die Kronröhre ist schmal umgekehrt konisch, 45 mm lang und misst 12 mm im Durchmesser. Die Kronlappen sind breit gerundet und 10 mm lang. Die Staubblätter kurz und stehen nicht über die Krone hinaus. Die Narbe ist halbkugelförmig.
Die Chromosomenzahl beträgt 2n = 14.

## Verbreitung
Die Art ist in Brasilien verbreitet.